# Fray Martín de Vizcaya repartiendo limosna
Fray Martín de Vizcaya repartiendo limosna es una obra de Francisco de Zurbarán, perteneciente a una serie de ocho pinturas de este pintor, en la sacristía del Real Monasterio de Santa María de Guadalupe. 

## Introducción
En 1638, Zurbarán pintó —para el Monasterio de Guadalupe— la Misa del padre Cabañuelas, demostrando su destreza y capacidad para representar temas inéditos.Al año siguiente se le encargaron a Zurbarán otros siete lienzos para dicha institución, siendo la presente obra uno de ellos. El contrato para estas obras fue firmado en Sevilla el 2 de marzo de 1639, entre el pintor y Fray Felipe de Alcalá, representante del prior del monasterio.
Para representar los episodios de esta serie pictórica, Zurbarán se basó principalmente en la Historia de la Orden de los Jerónimos, publicada en 1600 por fray José de Sigüenza.

## Tema de la obra
Martín de Vizcaya fue uno de los treinta y dos monjes jerónimos procedentes de Lupiana que —en el año1389— formaron la primera comunidad del Real Monasterio de Guadalupe, donde ejerció con gran diligencia los cargos de portero y limosnero. No se puede precisar la fecha ni el lugar de Vizcaya, en que nació este monje, pero en un documento del monasterio consta que falleció el día de la Ascensión, de 1440:

## Descripción de la obra

#### Datos técnicos y registrales
- Pintura al óleo sobre lienzo, 290 x 222 cm;
- Datación: 1639;
- Firmado y fechado: Franco dezurbarán fac./1639
- Restaurado en 1965-1966 en el ICR de Madrid;[5]
- Catalogado por Odile Delenda con el número 143 y por Tiziana Frati con el 281.[6]

#### Análisis de la obra

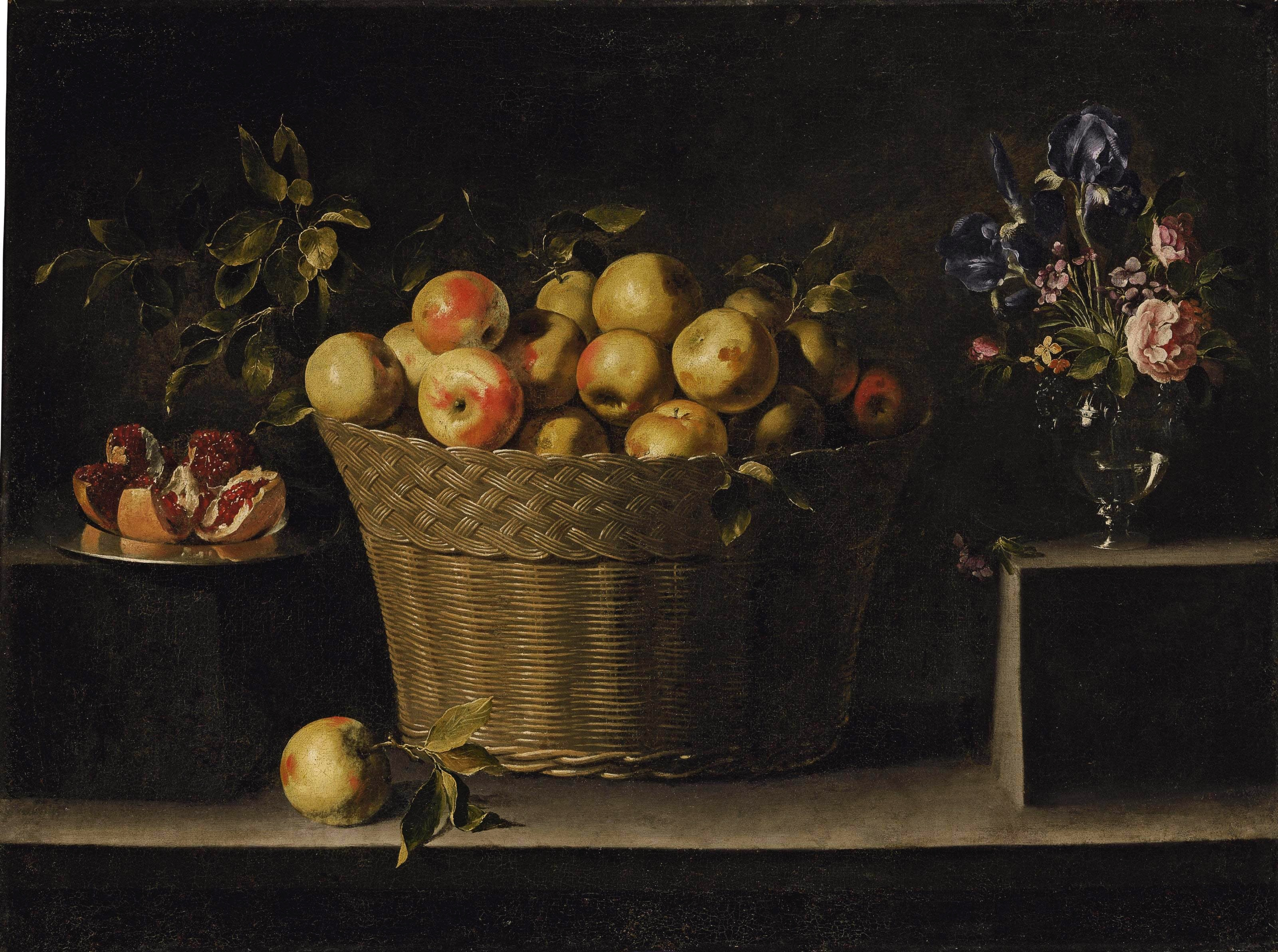
Manzanas en un cesto de mimbre, obra de Juan de Zurbarán

El eje central de la composición está marcado por una pilastra cuadrada, que se repite a la derecha formando un atrio, que representa la entrada de la portería monástica. En la mitad izquierda de la obra está representado un grupo compacto de cinco mendigos, poco visibles excepto el del primer plano. Zurbarán abordó pocas veces el mundo de los indigentes, pero siempre los representó con dignidad. En el presente lienzo aparecen con las manos abiertas humildemente, pero sin servilismo. Visten andrajos de colores pardos, con pinceladas blancas en los tocados de las mujeres y en la camisa del que está en primer término. 
La figura de fray Martín ocupa la mitad derecha de la obra e ilumina la composición. Lleva un hábito monacal soberbiamente representado y —con los brazos cordialmente abiertos— ofrece a los mendigos sendos panes sacados del cesto. Lo más notable de este lienzo es sin duda el magnífico gran cesto —a los pies del monje— que desborda panes dorados, con cortezas agrietadas, formando uno de los bodegones más bellos de Zurbarán, por su perfección y la técnica empleada. Esta maestría representado bodegones fue transmitida a su hijo —Juan de Zurbarán— quien claramente imitó este cesto en una de sus obras. La luz proviene de la derecha, y las arquitecturas del segundo plano —demasiado simplificadas— permiten ver una porción de cielo, del color turquesa que a menudo Zurbarán asocia con los tonos marrones y blancos.

## Procedencia
1. Ha permanecido siempre in situ, en la sacristía del Real Monasterio de Santa María de Guadalupe,